# Попов Микола Сергійович
Микола Сергійович Попов (14 грудня 1931, станиця Усть-Лабінська Північнокавказького краю, тепер місто Усть-Лабінськ Краснодарського краю, Російська Федерація — 3 лютого 2008, місто Санкт-Петербург, Російська Федерація) — радянський діяч, конструктор, генеральний конструктор виробничого об'єднання «Кіровський завод» у Ленінграді. Член Центральної Ревізійної Комісії КПРС у 1976—1981 роках. Член ЦК КПРС у 1981—1990 роках. Герой Соціалістичної Праці (8.10.1975). Доктор транспорту (1993), дійсний член (академік) Академії транспорту Російської Федерації (1993) і Санкт-Петербурзької інженерної академії (1994).

## Життєпис
Закінчив семирічну школу, навчався в спеціальній школі Військово-повітряних сил СРСР у місті Краснодарі.
У 1955 році з відзнакою закінчив машинобудівний факультет Харківського політехнічного інституту. 
З 1955 року працював у танковому конструкторському бюро Кіровського заводу міста Ленінграда: у 1955—1961 роках — інженером-конструктором, провідним інженером-конструктором, начальником сектора, у 1961—1968 роках — начальником відділу озброєнь, заступником головного конструктора.
Член КПРС з 1960 року.
У 1968—1985 роках — головний конструктор, у 1985—1992 роках — генеральний конструктор конструкторського бюро виробничого об'єднання «Кіровський завод» у Ленінграді (Санкт-Петербурзі).
Указом Президії Верховної Ради СРСР від 8 жовтня 1975 року головному конструктору Кіровського заводу Попову Миколі Сергійовичу присвоєно звання Героя Соціалістичної Праці з врученням ордена Леніна і золотої медалі «Серп і Молот».
З 1992 року — генеральний директор і генеральний конструктор ВАТ «Спеціальне конструкторське бюро транспортного машинобудування» міста Санкт-Петербурга.
Автор понад 40 наукових праць, а також 60 авторських свідоцтв і патентів на винаходи. У 1976 році під його керівництвом був створений танк Т-80, перший в світі серійний танк з газотурбінним двигуном. Брав участь у розробках танку Т-80У, 203-мм гусеничної самохідної гармати «Піон», уніфікованого гусеничного шасі для ЗРК С-300В, дорожних і траншейних машин для інженерних військ, сільськогосподарського трактору К-701 і його модифікацій промислового призначення, низки дорожньо-будівельних машин, комплексу машин для лісозаготівельної галузі, підйомних установок для ремонту нафтових і газових свердловин.
Проживав у Санкт-Петербурзі. Помер 3 лютого 2008 року. Похований на цвинтарі міста Сестрорецьк Курортного району Санкт-Петербурга.

## Нагороди
- Герой Соціалістичної Праці (8.10.1975)
- орден Леніна (8.10.1975)
- орден Жовтневої Революції
- орден Трудового Червоного Прапора
- орден «За заслуги перед Вітчизною» IV ст. (Російська Федерація) (22.10.1996)
- Золота медаль ВДНГ СРСР (1989)
- медалі
- нагрудний знак «За заслуги в створенні озброєння і військової техніки» (2000)
- нагрудний знак «За створення бронетанкового озброєння і техніки Міністерства оборони Російської Федерації» (2000)
- Ленінська премія (1978)
- Державна премія СРСР (1984)
- Державна премія Росії (8.06.1993)